# 科帕沃于尔
科帕沃于尔（冰島語發音：[ˈkʰouːpaˌvɔːɣʏr̥]）是冰岛首都区的市镇，市镇面积为80平方公里，2021年时人口数量为38,332人。在人口数量上是冰岛第二大市镇。位于首都雷克雅未克南侧。
科帕沃于尔冰岛语原名的意思是“海豹崽入口处”，该市镇的盾徽里科帕沃于尔教堂的轮廓下有一只海豹幼崽。
科帕沃于尔主要是居住区，但也有一些商业地区及工业活动。冰岛最高的建筑就位于市中心。

## 历史
科帕沃于尔在冰岛历史上是一个重要地点，为1662年科帕沃于尔会议的举办地点。该次会议标志着冰岛成为丹麦-挪威联合王国的一部分。

## 姊妹城市
科帕沃于尔与下列城市缔结为姊妹城市：
- 格陵兰阿马萨利克
- 法罗群岛克拉克斯维克
- 奥兰玛丽港
- 瑞典北雪平
- 丹麦欧登塞
- 芬兰坦佩雷
- 挪威特隆赫姆
- 中國武漢